# Seznam ulic v Brně-Žabovřeskách
Seznam ulic v Brně-Žabovřeskách uvádí přehled ulic a veřejných prostranství na území městské části Brno-Žabovřesky, která je územně totožná s evidenční částí obce Žabovřesky a s katastrálním územím Žabovřesky.

## Seznam
| Název               | Pojmenováno po                | Souřadnice                       | Obrázek | Commons                             | RÚIAN  | Mapy.cz                        |
| ------------------- | ----------------------------- | -------------------------------- | ------- | ----------------------------------- | ------ | ------------------------------ |
| Bezejmenná          | jméno                         | 49°12′48″ s. š., 16°35′8″ v. d.  |         | Bezejmenná (Brno)                   | 35939  | stre&id=80433                  |
| Blatného            | Lev Blatný                    | 49°12′54″ s. š., 16°34′26″ v. d. |         | Blatného                            | 21407  | stre&id=78986                  |
| Bochořákova         | Klement Bochořák              | 49°13′18″ s. š., 16°34′14″ v. d. |         |                                     | 35963  | stre&id=80436                  |
| Bráfova             | Albín Bráf                    | 49°12′35″ s. š., 16°34′24″ v. d. |         | Bráfova (Brno)                      | 21750  | stre&id=79020                  |
| Burianovo náměstí   |                               | 49°12′44″ s. š., 16°34′42″ v. d. |         | Burianovo náměstí (Brno-Žabovřesky) | 21997  | stre&id=79044                  |
| Březinova           | Otokar Březina                | 49°12′19″ s. š., 16°34′55″ v. d. |         | Březinova (Brno)                    | 21865  | stre&id=79031                  |
| Chlubnova           | Osvald Chlubna                | 49°13′14″ s. š., 16°34′32″ v. d. |         | Chlubnova                           | 22195  | stre&id=79064                  |
| Chládkova           | František Chládek             | 49°12′45″ s. š., 16°35′9″ v. d.  |         | Chládkova (Brno)                    | 22179  | stre&id=79062                  |
| Colova              | Karel Col                     | 49°13′6″ s. š., 16°34′17″ v. d.  |         |                                     | 22331  | stre&id=79078                  |
| Doležalova          | Tomáš Doležal                 | 49°12′49″ s. š., 16°34′44″ v. d. |         |                                     | 22764  | stre&id=79120                  |
| Drnovická           | Drnovští z Drnovic            | 49°12′22″ s. š., 16°34′17″ v. d. |         |                                     | 22896  | stre&id=79134                  |
| Dunajevského        | Isaac Osipovič Dunajevskij    | 49°12′33″ s. š., 16°34′27″ v. d. |         | Dunajevského (Brno)                 | 23001  | stre&id=79145                  |
| Eleonory Voračické  | Eleonora Voračická z Paběnic  | 49°12′25″ s. š., 16°34′53″ v. d. |         |                                     | 23094  | stre&id=79154                  |
| Eliášova            | Alois Eliáš                   | 49°12′34″ s. š., 16°34′44″ v. d. |         |                                     | 23116  | stre&id=79156                  |
| Elišky Machové      | Eliška Machová                | 49°12′29″ s. š., 16°34′28″ v. d. |         | Elišky Machové                      | 23132  | stre&id=79158                  |
| Fanderlíkova        | Josef Fanderlík               | 49°12′39″ s. š., 16°34′33″ v. d. |         |                                     | 23175  | stre&id=79162                  |
| Foerstrova          | Josef Bohuslav Foerster       | 49°13′0″ s. š., 16°34′39″ v. d.  |         | Foerstrova (Brno)                   | 23329  | stre&id=79176                  |
| Foustkova           | Vilém Foustka                 | 49°12′16″ s. š., 16°34′46″ v. d. |         | Foustkova (Brno)                    | 23353  | stre&id=79179                  |
| Fričova             | Josef Václav Frič             | 49°13′13″ s. š., 16°34′39″ v. d. |         | Fričova (Brno)                      | 23418  | stre&id=79185                  |
| Gabriely Preissové  | Gabriela Preissová            | 49°13′13″ s. š., 16°34′33″ v. d. |         | Gabriely Preissové                  | 23451  | stre&id=79189                  |
| Gogolova            | Nikolaj Vasiljevič Gogol      | 49°12′26″ s. š., 16°34′51″ v. d. |         |                                     | 23558  | stre&id=79199                  |
| Haasova             | Pavel Haas                    | 49°12′47″ s. š., 16°34′14″ v. d. |         |                                     | 23639  | stre&id=79207                  |
| Horova              | Josef Hora                    | 49°12′51″ s. š., 16°34′22″ v. d. |         | Horova (Brno)                       | 24228  | stre&id=79266                  |
| Horská              | Palackého vrch                | 49°13′20″ s. š., 16°34′38″ v. d. |         | Horská (Brno)                       | 24236  | stre&id=79267                  |
| Horákova            | Josef Horák                   | 49°12′27″ s. š., 16°34′36″ v. d. |         | Horákova (Brno)                     | 24171  | stre&id=79261                  |
| Hradecká            | Hradec Králové                | 49°15′22″ s. š., 16°35′4″ v. d.  |         | Hradecká (Brno)                     | 26948  | stre&id=79539                  |
| Hvězdárenská        | Hvězdárna a planetárium Brno  | 49°12′24″ s. š., 16°35′3″ v. d.  |         | Hvězdárenská                        | 24490  | stre&id=79293                  |
| Jana Babáka         | Jan Babák                     | 49°12′57″ s. š., 16°35′21″ v. d. |         | Jana Babáka (Brno)                  | 24627  | stre&id=79306                  |
| Jana Nečase         | Jan Evangelista Nečas         | 49°12′26″ s. š., 16°34′26″ v. d. |         |                                     | 24635  | stre&id=79307                  |
| Jelínkova           | Čestmír Jelínek               | 49°12′36″ s. š., 16°34′49″ v. d. |         |                                     | 24821  | stre&id=79326                  |
| Jindřichova         | Jindřich Jindřich             | 49°12′50″ s. š., 16°34′58″ v. d. |         | Jindřichova (Brno)                  | 24953  | stre&id=79339                  |
| Junácká             | skaut                         | 49°12′45″ s. š., 16°34′11″ v. d. |         |                                     | 700070 | stre&id=142946                 |
| Kainarova           | Josef Kainar                  | 49°13′16″ s. š., 16°34′32″ v. d. |         | Kainarova                           | 25216  | stre&id=79365                  |
| Kallabova           | Jaroslav Kallab               | 49°12′46″ s. š., 16°34′26″ v. d. |         |                                     | 25259  | stre&id=79369                  |
| Kamenomlýnský most  | Kamenomlýnský most            | 49°12′10″ s. š., 16°34′1″ v. d.  |         |                                     | 772313 | stre&id=150433                 |
| Kameníčkova         | František Kameníček           | 49°12′35″ s. š., 16°34′50″ v. d. |         |                                     | 25305  | stre&id=79374                  |
| Klímova             | Emanuel Klíma                 | 49°12′47″ s. š., 16°35′4″ v. d.  |         | Klímova (Brno)                      | 25640  | stre&id=79408                  |
| Kníničská           | Kníničky                      | 49°13′7″ s. š., 16°33′4″ v. d.   |         | Kníničská                           | 692999 | stre&id=142267                 |
| Korejská            | Korea                         | 49°12′52″ s. š., 16°35′5″ v. d.  |         | Korejská (Brno)                     | 25992  | stre&id=79443                  |
| Kounicova           | Václav Robert z Kounic        | 49°12′22″ s. š., 16°35′49″ v. d. |         | Kounicova (Brno)                    | 26158  | stre&id=79459                  |
| Kovařovicova        | Karel Kovařovic               | 49°12′44″ s. š., 16°34′19″ v. d. |         |                                     | 26182  | stre&id=79463                  |
| Kozákova            | Václav Kozák                  | 49°12′55″ s. š., 16°34′2″ v. d.  |         |                                     | 26221  | stre&id=79467                  |
| Kroftova            | Kamil Krofta                  | 49°13′2″ s. š., 16°34′11″ v. d.  |         | Kroftova (Brno)                     | 26409  | stre&id=79485                  |
| Krondlova           | Antonín Krondl                | 49°12′17″ s. š., 16°34′46″ v. d. |         | Krondlova (Brno)                    | 26441  | stre&id=79489                  |
| Králova             | Jaroslav Král                 | 49°12′34″ s. š., 16°34′56″ v. d. |         | Králova (Brno)                      | 26328  | stre&id=79477                  |
| Královopolská       | Královo Pole                  | 49°13′10″ s. š., 16°34′36″ v. d. |         | Královopolská (street)              | 26344  | stre&id=79479                  |
| Královopolský tunel | Královo Pole                  | 49°13′9″ s. š., 16°35′29″ v. d.  |         | Královopolský tunel                 | 772321 | base&id=2240189 stre&id=150434 |
| Kubánská            | Kuba                          | 49°12′48″ s. š., 16°34′51″ v. d. |         |                                     | 26590  | stre&id=79504                  |
| Kvapilova           | Jaroslav Kvapil               | 49°13′13″ s. š., 16°34′44″ v. d. |         | Kvapilova (Brno)                    | 26786  | stre&id=79523                  |
| Lipská              | Lipsko                        | 49°13′8″ s. š., 16°34′43″ v. d.  |         |                                     | 27073  | stre&id=79552                  |
| Luční               | louka                         | 49°12′58″ s. š., 16°34′28″ v. d. |         | Luční (Brno)                        | 27197  | stre&id=79564                  |
| Lužická             | Lužice                        | 49°12′22″ s. š., 16°35′4″ v. d.  |         |                                     | 27251  | stre&id=79570                  |
| Makovského náměstí  | Vincenc Makovský              | 49°13′5″ s. š., 16°34′36″ v. d.  |         | Makovského náměstí (Brno)           | 28053  | stre&id=79650                  |
| Maničky             | Manice                        | 49°12′56″ s. š., 16°34′9″ v. d.  |         |                                     | 27413  | stre&id=79586                  |
| Marie Steyskalové   | Marie Steyskalová             | 49°12′37″ s. š., 16°34′42″ v. d. |         |                                     | 27499  | stre&id=79594                  |
| Matzenauerova       | Antonín Matzenauer            | 49°12′29″ s. š., 16°35′11″ v. d. |         |                                     | 27677  | stre&id=79612                  |
| Mezníkova           | Jaroslav Mezník               | 49°12′36″ s. š., 16°35′1″ v. d.  |         |                                     | 27871  | stre&id=79632                  |
| Minská              | Minsk                         | 49°12′41″ s. š., 16°34′59″ v. d. |         | Minská (Brno)                       | 28461  | stre&id=79690                  |
| Mozolky             | půda                          | 49°12′57″ s. š., 16°34′31″ v. d. |         | Mozolky                             | 28185  | stre&id=79662                  |
| Mučednická          | Kounicovy koleje              | 49°12′30″ s. š., 16°35′6″ v. d.  |         | Mučednická                          | 28215  | stre&id=79665                  |
| Navrátilova         | Bohumil Navrátil              | 49°12′58″ s. š., 16°34′10″ v. d. |         |                                     | 28410  | stre&id=79685                  |
| Nohavicova          | František Nohavica            | 49°12′24″ s. š., 16°34′18″ v. d. |         |                                     | 28827  | stre&id=79725                  |
| Náhorní             | Kraví hora                    | 49°12′27″ s. š., 16°35′7″ v. d.  |         | Náhorní (Brno)                      | 37222  | stre&id=80561                  |
| Nárožní             | tvar                          | 49°12′31″ s. š., 16°34′51″ v. d. |         |                                     | 28665  | stre&id=79709                  |
| Ostrá               | Palackého vrch                | 49°13′11″ s. š., 16°34′5″ v. d.  |         |                                     | 29238  | stre&id=79766                  |
| Pernštejnská        | Pernštejnové                  | 49°12′26″ s. š., 16°34′20″ v. d. |         |                                     | 29483  | stre&id=79791                  |
| Petřvaldská         | Petřvaldští z Petřvaldu       | 49°12′20″ s. š., 16°34′15″ v. d. |         |                                     | 29530  | stre&id=79796                  |
| Plevova             | Josef Věromír Pleva           | 49°13′14″ s. š., 16°34′11″ v. d. |         |                                     | 36595  | stre&id=80498                  |
| Plovdivská          | Plovdiv                       | 49°13′6″ s. š., 16°34′52″ v. d.  |         |                                     | 29696  | stre&id=79811                  |
| Pod kaštany         |                               | 49°12′41″ s. š., 16°35′24″ v. d. |         | Pod kaštany (Brno)                  | 29742  | stre&id=79816                  |
| Postranní           | místo                         | 49°12′55″ s. š., 16°34′5″ v. d.  |         |                                     | 30104  | stre&id=79852                  |
| Poznaňská           | Poznaň                        | 49°13′5″ s. š., 16°34′46″ v. d.  |         |                                     | 30155  | stre&id=79857                  |
| Puškinova           | Alexandr Sergejevič Puškin    | 49°12′50″ s. š., 16°34′40″ v. d. |         |                                     | 30601  | stre&id=79902                  |
| Příkrá              | svah                          | 49°13′14″ s. š., 16°34′6″ v. d.  |         |                                     | 30490  | stre&id=79891                  |
| Přívrat             |                               | 49°13′5″ s. š., 16°34′28″ v. d.  |         | Přívrat (Brno)                      | 30511  | stre&id=79893                  |
| Rosického náměstí   | Vojtěch Rosický               | 49°12′53″ s. š., 16°34′9″ v. d.  |         | Rosického náměstí (Brno)            | 32531  | stre&id=80094                  |
| Sabinova            | Karel Sabina                  | 49°13′12″ s. š., 16°34′30″ v. d. |         | Sabinova (Brno)                     | 31283  | stre&id=79969                  |
| Sirotkova           | Karel Sirotek                 | 49°12′36″ s. š., 16°34′58″ v. d. |         | Sirotkova                           | 31488  | stre&id=79989                  |
| Skalky              | hornina                       | 49°13′20″ s. š., 16°34′34″ v. d. |         | Skalky (Brno)                       | 31500  | stre&id=79991                  |
| Slezská             | Slezsko                       | 49°12′37″ s. š., 16°34′39″ v. d. |         |                                     | 31755  | stre&id=80016                  |
| Sochorova           | Karel Sochor                  | 49°12′47″ s. š., 16°34′ v. d.    |         | Sochorova (Brno)                    | 31909  | stre&id=80031                  |
| Sovova              | Antonín Sova                  | 49°13′8″ s. š., 16°34′19″ v. d.  |         |                                     | 32042  | stre&id=80045                  |
| Spojovací           |                               | 49°12′46″ s. š., 16°35′14″ v. d. |         | Spojovací (Brno)                    | 32085  | stre&id=80049                  |
| Strmá               | svah                          | 49°13′4″ s. š., 16°34′3″ v. d.   |         |                                     | 32280  | stre&id=80069                  |
| Stránského          | Adolf Stránský                | 49°12′48″ s. š., 16°34′9″ v. d.  |         | Stránského (Brno)                   | 32255  | stre&id=80066                  |
| Technická           | Vysoké učení technické v Brně | 49°13′25″ s. š., 16°34′41″ v. d. |         | Technická (Brno)                    | 36951  | stre&id=80534                  |
| Terasová            | Palackého vrch                | 49°13′18″ s. š., 16°34′32″ v. d. |         | Terasová                            | 33146  | stre&id=80154                  |
| Tichého             | František Jaroslav Rypáček    | 49°12′21″ s. š., 16°34′47″ v. d. |         |                                     | 33227  | stre&id=80162                  |
| Tolstého            | Lev Nikolajevič Tolstoj       | 49°12′32″ s. š., 16°35′1″ v. d.  |         |                                     | 33294  | stre&id=80169                  |
| Topolky             |                               | 49°13′2″ s. š., 16°34′26″ v. d.  |         | Topolky                             | 33359  | stre&id=80175                  |
| Tábor               |                               | 49°12′49″ s. š., 16°35′38″ v. d. |         | Tábor (Brno)                        | 33103  | stre&id=80150                  |
| Tůmova              | František Sokol-Tůma          | 49°12′19″ s. š., 16°34′58″ v. d. |         | Tůmova (Brno)                       | 33634  | stre&id=80203                  |
| U vodárny           | vodárna                       | 49°13′26″ s. š., 16°34′23″ v. d. |         | U vodárny (Brno)                    | 33839  | stre&id=80223                  |
| Veslařská           | loděnice                      | 49°12′16″ s. š., 16°33′39″ v. d. |         | Veslařská (Brno)                    | 34479  | stre&id=80287                  |
| Veveří              | Veveří                        | 49°11′59″ s. š., 16°36′7″ v. d.  |         | Veveří (street in Brno)             | 34487  | stre&id=80288                  |
| Voroněžská          | Voroněž                       | 49°12′57″ s. š., 16°35′6″ v. d.  |         |                                     | 34797  | stre&id=80319                  |
| Vrázova             | Enrique Stanko Vráz           | 49°13′7″ s. š., 16°34′11″ v. d.  |         |                                     | 34860  | stre&id=80326                  |
| Vychodilova         | Pavel Julius Vychodil         | 49°13′12″ s. š., 16°34′20″ v. d. |         | Vychodilova                         | 34959  | stre&id=80335                  |
| Wilsonův les        | Woodrow Wilson                | 49°12′19″ s. š., 16°34′24″ v. d. |         | Wilsonův les                        | 36781  | base&id=1923551                |
| Wurmova             | Miloš Wurm                    | 49°12′11″ s. š., 16°34′43″ v. d. |         | Wurmova (Brno)                      | 35211  | stre&id=80361                  |
| Zborovská           | Zborov                        | 49°12′47″ s. š., 16°35′1″ v. d.  |         | Zborovská (Brno)                    | 35548  | stre&id=80394                  |
| Zeleného            | Josef Zelený                  | 49°12′31″ s. š., 16°34′37″ v. d. |         | Zeleného (Brno)                     | 35581  | stre&id=80398                  |
| Zemkova             | Jaroslav Zemek                | 49°13′2″ s. š., 16°34′15″ v. d.  |         | Zemkova                             | 35637  | stre&id=80403                  |
| Zeyerova            | Julius Zeyer                  | 49°13′9″ s. š., 16°34′16″ v. d.  |         |                                     | 35653  | stre&id=80405                  |
| Zábranského         | Alois Zábranský               | 49°12′27″ s. š., 16°35′4″ v. d.  |         |                                     | 35378  | stre&id=80377                  |
| Záhřebská           | Záhřeb                        | 49°13′4″ s. š., 16°34′58″ v. d.  |         |                                     | 35386  | stre&id=80378                  |
| Zákoutí             | místo                         | 49°13′9″ s. š., 16°34′4″ v. d.   |         |                                     | 35424  | stre&id=80382                  |
| Závětří             |                               | 49°13′6″ s. š., 16°34′8″ v. d.   |         |                                     | 35491  | stre&id=80389                  |
| náměstí Svornosti   |                               | 49°12′53″ s. š., 16°34′54″ v. d. |         | Náměstí Svornosti (Brno)            | 28649  | stre&id=79707                  |
| Čajkovského         | Pjotr Iljič Čajkovskij        | 49°12′43″ s. š., 16°34′35″ v. d. |         |                                     | 22381  | stre&id=79083                  |
| Šelepova            | František Šelepa              | 49°12′45″ s. š., 16°35′35″ v. d. |         | Šelepova                            | 36919  | stre&id=80530                  |
| Šeránkova           | Alois Šeránek                 | 49°12′41″ s. š., 16°34′51″ v. d. |         |                                     | 32646  | stre&id=80105                  |
| Šmejkalova          | Břetislav Šmejkal             | 49°12′34″ s. š., 16°34′35″ v. d. |         | Šmejkalova (Brno)                   | 32816  | stre&id=80122                  |
| Šmídkova            | Karel Šmídek                  | 49°12′26″ s. š., 16°34′47″ v. d. |         |                                     | 32841  | stre&id=80125                  |
| Štursova            | Jan Štursa                    | 49°12′55″ s. š., 16°33′57″ v. d. |         | Štursova (Brno)                     | 32999  | stre&id=80140                  |
| Šumavská            | Šumava                        | 49°12′42″ s. š., 16°35′46″ v. d. |         | Šumavská (Brno)                     | 33014  | stre&id=80142                  |
| Žabovřeská          | Žabovřesky                    | 49°12′11″ s. š., 16°34′4″ v. d.  |         | Žabovřeská (Brno)                   | 37184  | stre&id=80557                  |
| Žižkova             | Jan Žižka                     | 49°12′23″ s. š., 16°35′26″ v. d. |         | Žižkova (Brno)                      | 35882  | stre&id=80428                  |